# Sterculia africana
Sterculia africana is een soort uit de kaasjeskruidfamilie (Malvaceae). De soort staat op de Rode Lijst van de IUCN geklasseerd als 'niet bedreigd'.
Het is een bladverliezende boom met uitstrekkende rechtopstaande takken die zich vormen tot een ronde kroon. De boom wordt gewoonlijk 5 tot 12 meter hoog, maar kan ook hoogtes bereiken tot 25 meter. De boom heeft een dikke, geribbelde stam die 80 centimeter of meer in diameter kan zijn. De schors is glad en heeft een afbladderende bast die grijs of rozebruin is. De bladeren wisselen elkaar af en groeien aan de uiteinden van takken. De bladeren hebben een cirkelvorm en zijn bedekt met stervormige haren. De boom bloeit voordat de bladeren verschijnen. De vruchten bestaan uit 3 tot 5 spreidende, eivormige lobben die zich splitsen bij rijpheid.
De boom komt voor in Noordoost-Afrika, in zuidelijk Afrika tussen de landen Namibië en Tanzania en op het Arabisch schiereiland. De soort groeit in hete en droge gebieden, op rotsachtige heuvels of aan de rand van bossen. De bomen groeien gewoonlijk op een hoogte van minder dan 600 meter.
De hars van deze soort werd traditioneel gebruikt als wasmiddel in Arabië. De uitgeharde hars werd gemengd met water of speeksel en vervolgens over het lichaam gewreven. Het was ook een behandeling tegen hoofdluis. De zaden van de boom worden gestampt en vervolgens gezeefd, het hierdoor ontstane meel wordt vervolgens gebruikt als vervanging voor gemalen aardnoten of kookvet bij het koken van groenten zoals erwten. Schors en bladeren worden gebruikt als remedie tegen slangenbeten en om koorts en griep te behandelen. Uit de schors wordt een vezel gewonnen die gebruikt wordt om touwen en matten te maken.

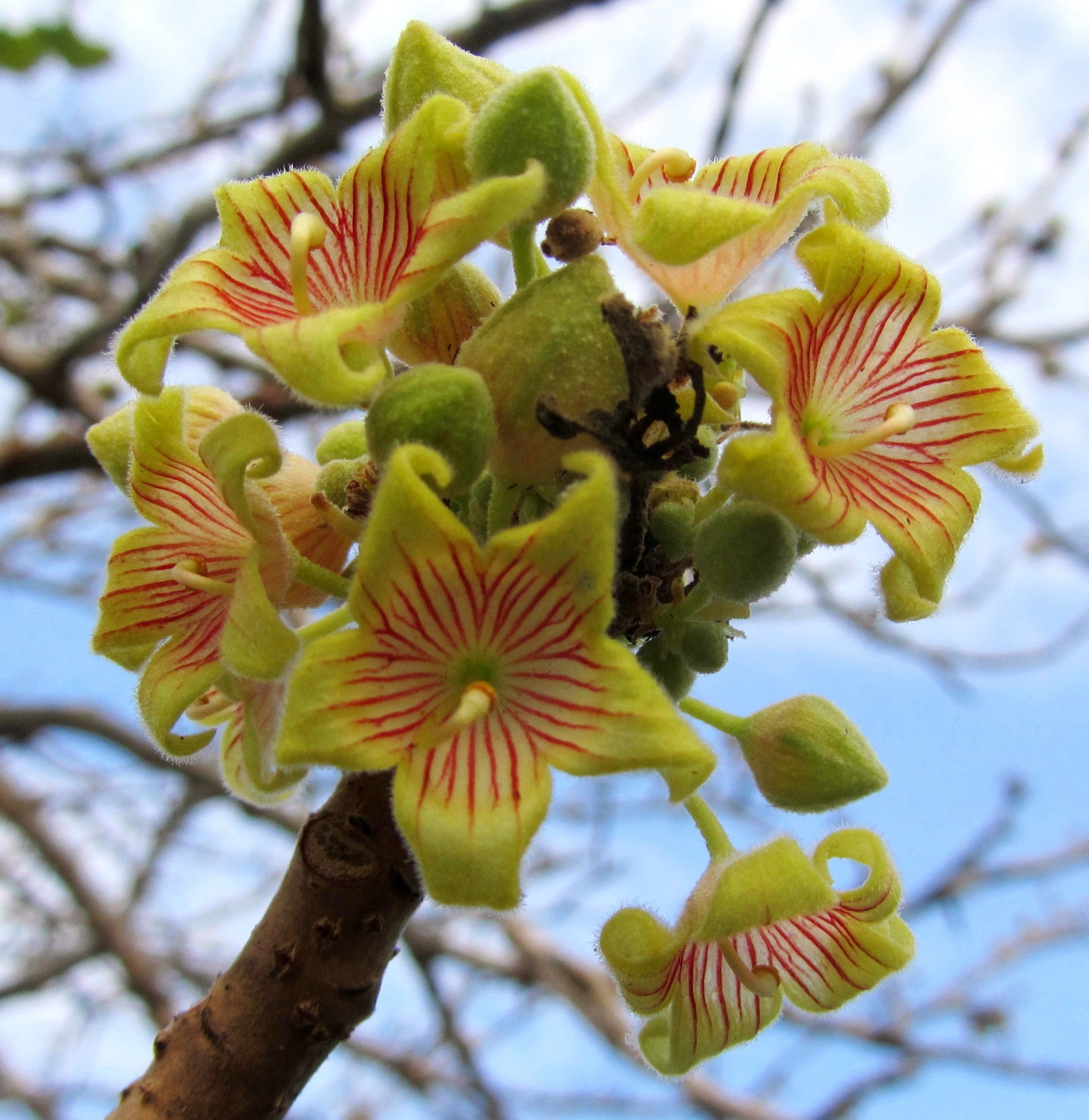
Bloemen van de Sterculia africana